# Vanessa Jean Dedmon

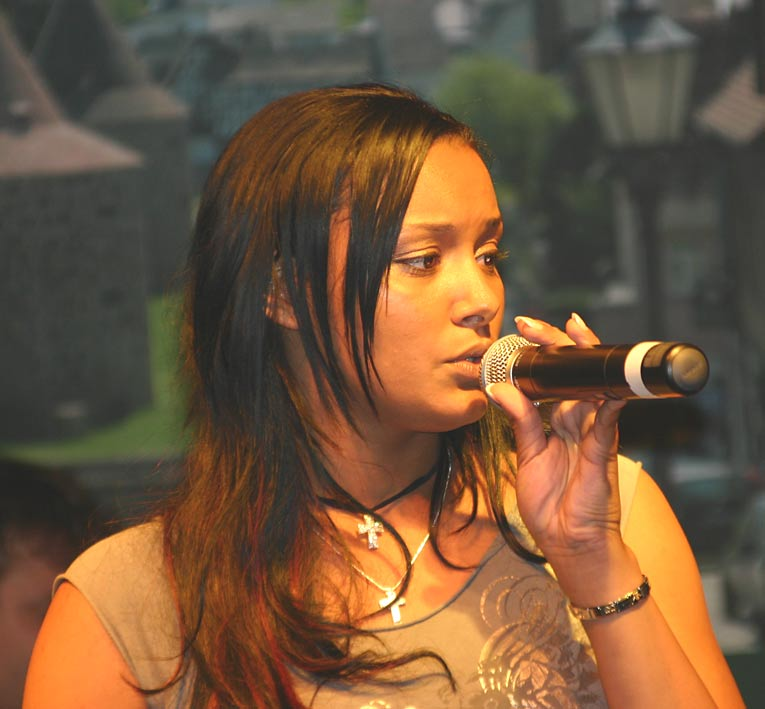
Vanessa Jean Dedmon (2007)

Vanessa Jean Dedmon (* 28. April 1987 in Braunfels) ist eine deutsche Sängerin. Einem breiten Publikum wurde sie im Frühjahr 2006 als Kandidatin der dritten Staffel von Deutschland sucht den Superstar (DSDS) bekannt. Im Herbst 2006 startete sie ihre Solokarriere.

## Lebenslauf
Dedmon kam als eines von drei Kindern des Ehepaars Waltraud und Russell Dedmon zur Welt. Ihre Eltern förderten früh ihre musikalische Laufbahn. Mit sechs Jahren entdeckte sie ihre Liebe zur Musik. Seit dem 16. Lebensjahr nimmt sie Gesangsunterricht. Erste Erfolge feierte sie mit dem ersten Platz bei einem Songwettbewerb. Vanessa lebt in Hermannstein, einem Stadtteil von Wetzlar.

## Deutschland sucht den Superstar
Im Herbst 2005 nahm sie an den Castings für die Talentshow Deutschland sucht den Superstar des deutschen Fernsehsenders RTL teil. Gegen die Konkurrenz von über 1200 Bewerbern schaffte es Dedmon bis unter die letzten drei Kandidaten. In der vorletzten Sendung der Staffel scheiterte sie dann aber in der telefonischen Publikumsabstimmung am späteren Gewinner Tobias Regner. Während der Ausscheidungen hat sie sich in ihren Konkurrenten Mike Leon Grosch verliebt. Sie kamen sich näher, als Dedmon und Grosch zusammen das Duett von Jeanette Biedermann und Ronan Keating We’ve Got Tonight probten und sangen. Die Beziehung endete drei Monate nach der Finalsendung.
| Mottoshow        | Lied                                        | Originalinterpret                                    | Anrufer in Prozent      |
| ---------------- | ------------------------------------------- | ---------------------------------------------------- | ----------------------- |
| Top 10 Show      | There You'll Be                             | Faith Hill                                           |                         |
| Top 7 Show       | Living to Love You                          | Sarah Connor                                         |                         |
| Greatest Hits    | Run to You                                  | Whitney Houston                                      | 35,1 % (Platz 1 von 10) |
| Hits der 80er    | Time After Time                             | Cyndi Lauper                                         | 15,7 % (Platz 2 von 9)  |
| Rock Classic     | Knockin’ on Heaven’s Door                   | Bob Dylan                                            | 11,0 % (Platz 4 von 8)  |
| Big Band         | Somewhere over the Rainbow                  | Judy Garland                                         | 17,4 % (Platz 2 von 7)  |
| Love Songs       | Hero                                        | Mariah Carey                                         | 20,2 % (Platz 2 von 6)  |
| Nummer-eins-Hits | I Wanna Dance with Somebody Without You     | Whitney Houston Harry Nilsson                        | 15,6 % (Platz 4 von 5)  |
| Soul             | Get Here Fallin’                            | Oleta Adams Alicia Keys                              | 20,9 % (Platz 3 von 4)  |
| Kuschelrock      | I Turn to You Greatest Love of All Für dich | Christina Aguilera Whitney Houston Yvonne Catterfeld | 17,1 % (Platz 3 von 3)  |

## Solokarriere
Im Gegensatz zu ihren beiden DSDS-Kontrahenten Regner und Grosch, die beide ihren jeweiligen Siegersong unmittelbar im Anschluss an das Finale auf den Markt brachten, brachte Vanessa Jean ihren Siegersong Learn to Breathe nicht auf den Markt. Nach einem halben Jahr veröffentlichte sie eine eigene Single. Diese Gemeinschaftsarbeit mit der deutschen Rap-Formation Rapsoul erschien Anfang Oktober 2006 und erreichte die deutschen Charts. Sie trennte sich am 26. Oktober 2006 von ihrem Management N6. Im Dezember 2008 bildete Dedmon mit Castingkünstlern aus Popstars, Deutschland sucht den Superstar, Star Search und Stefan sucht den Super-Grand-Prix-Star die Formation RecAllstars. Der Downloadsingle Christmas Time enthielt neben der von allen beteiligten Künstlern gesungenen Version 14 weitere Versionen, in denen das Lied zusätzlich von jedem Künstler auf seine eigene Art interpretiert wurde. Für das hierzu veröffentlichte Album Merry Christmas! steuerten sie das Lied Please Come Home for Christmas bei. Seit Ende 2010 ist Dedmon beim britischen Label Stagevisions unter Vertrag.  Daraufhin brachte sie die Single Missing You Bad heraus. 2011 folgte dann die Single It’s Just a Lie, die aber nur als Download erhältlich ist.

## Diskografie

### Singles
- 2007: Hold You[1]
- 2007: Please Come Home for Christmas
- 2009: Missing You Bad
- 2010: It’s Just a Lie

### Gastbeiträge
| Jahr | Titel Album                  | Höchstplatzierung, Gesamtwochen, AuszeichnungChartsChartplatzierungen (Jahr, Titel, Album, Platzierungen, Wochen, Auszeichnungen, Anmerkungen) | Anmerkungen                                       |
| Jahr | Titel Album                  | DE | Anmerkungen                                       |
| ---- | ---------------------------- | --- | ------------------------------------------------- |
| 2006 | Sonnenschein Unbeschreiblich | DE17 (9 Wo.)DE | Erstveröffentlichung: 16. August 2006 mit Rapsoul |

### Weitere Gastauftritte
- 2006: We’ve Got Tonight (feat. Mike Leon Grosch)
- 2006: Hero (Original: Mariah Carey)
- 2006: 2 Become 1 (mit den DSDS-Allstars-Girls)

## Filmografie
Gastauftritte
- 2007: Mitten im Leben
- 2009: 30 Minuten Deutschland
- 2010: Die 10 besten DSDS-Momente